# Тодор Оланов
Тодор Оланов или Уланов или Тодор Олан е български възрожденски общественик и участник в църковно-националните борби на българите в Източна Македония.

## Биография
Роден е през 1817 година в село Лехово, Демирхисарско, тогава в Османската империя. Той е доста заможен - притежава ниви, ливади, лозя, пасбища, едър и дребен добитък и се занимава с търговия и лихварство. До началото на църковните борби е член на християнската община в Мелник. Скъсва с Цариградската патриаршия и се издига като виден църковен и просветен деец в Мелнишка епархия. Участва в Народния събор в Гайтаниново в 1869 година, издигнал искане за учредяване на българска Неврокопско-Мелнишка-Драмска-Сярска епархия.
В началото на 1870 година активно се включва в съставянето на народни прошения (махзари) за присъединяването на Мелнишка епархия към Българската екзархия. През същата година активно спомага за разкриването на българско училище родното си село. Заедно с хаджи Димко Хаджииванов е пратеник на Сярско в Учредителното събрание в Търново, за да изразят протеста на българското население срещу решенията на Берлинския конгрес. Преследван е от гръцкото духовенство и арестуван османските власти. Подпомага Стефан Веркович в събирането на български фолклорни материали.
На 12 февруари 1880 къщата му е нападната и опожарена с газ от банда арнаути. В пожара изгаря цялата покъщнина и налична стока. Наскоро след това умира.
Негов внук е революционерът Никола Хаджиев.